# Nissan Urge
De Nissan Urge is een conceptauto van het Japanse merk Nissan. De Urge werd voor het eerst getoond tijdens de North American International Auto Show van 2006. De auto werd opschreven als een ontwerp-oefening, was grotendeels gebaseerd op een internetenquête en is gericht op jonge bestuurders. Dat de auto eveneens gericht was op spelers van videospellen blijkt uit de ingebouwde Xbox 360 spelconsole. Nissan heeft duidelijk gemaakt productie niet te overwegen maar dat een dergelijk model wel een goedkoop alternatief zou kunnen zijn voor de 350Z en de GT-R.
Huidige modellen Europa:
370Z ·
Ariya ·
Cabstar ·
Cube ·
GT-R ·
Interstar ·
Juke ·
Leaf ·
Micra ·
Murano ·
Navara ·
Note ·
NV200 ·
NV300 ·
NV400 ·
Pathfinder ·
Primastar ·
Qashqai ·
Townstar ·
X-Trail

Huidige modellen internationaal:
Altima ·
Armada ·
Bluebird ·
Caravan ·
Elgrand ·
Fuga ·
Maxima ·
NV ·
Patrol ·
Rogue ·
Sentra ·
Serena ·
Skyline ·
Skyline ·
Skyline Crossover ·
Sunny ·
Teana ·
Tiida ·
Titan ·
Xterra

Concepten:
Forum ·
Jikoo ·
Pivo ·
Urge

Uit productie:
100NX ·
200SX ·
300ZX ·
350Z ·
Almera ·
Almera Tino ·
Bluebird ·
Cedric ·
Cherry ·
Cima ·
Gloria ·
Kubistar ·
Laurel ·
Pixo ·
Prairie ·
Primera ·
Pulsar ·
Silvia ·
Stanza ·
Terrano ·
Vanette